# Jens Fischer (Eishockeyspieler)
Jens Fischer (* 4. Februar 1966) ist ein ehemaliger deutscher Eishockeyspieler, der eine Saison für Eintracht Frankfurt in der Bundesliga absolvierte, den Großteil seiner Karriere aber in der zweit- und dritthöchsten deutschen Spielklasse verbrachte.

## Karriere
Jens Fischer stammt aus dem Nachwuchs des VfL Bad Nauheim, für deren Nachfolgeverein EC Bad Nauheim er in der Saison 1983/84 auch sein Debüt im Seniorenbereich gab. Nach dem Aufstieg in die 2. Bundesliga entwickelte er sich zum Stammspieler und wurde zwei Jahre später, für die Spielzeit 1986/87, von Eintracht Frankfurt verpflichtet. In der Bundesliga konnte er sich jedoch nicht etablieren, sodass er schon nach einem Jahr zum Zweitligisten Duisburger SV weiterzog. Abgesehen von zwei kurzen Gastspielen beim EV Stuttgart und dem Grefrather EC ging er fünf Jahre lang für die Duisburger aufs Eis.
Weitere Stationen waren der EHC Essen-West, der ECD Sauerland und der ESC Essen, ehe Fischer zur Saison 1994/95 nach Grefrath zurückkehrte. Für den Grefrather EV spielte er insgesamt vier Jahre und feierte im Jahr 1996 mit der Mannschaft den Aufstieg in die damals zweitklassige 1. Liga, in der er in der Saison 1997/98 auch noch das Trikot der Limburger EG trug.
Ab 1999 war Fischer dann nur noch in unterklassigen Ligen aktiv, zunächst zwei Jahre für den EC Timmendorfer Strand in der Oberliga, anschließend für die Herner Blizzards in der Regionalliga. Nach einer dreijährigen Eishockeypause spielte er ab 2006 in der Regionalliga auch noch für die Dinslaken Kobras und seinen Heimatverein aus Bad Nauheim. Nach einer weiteren Saison beim inzwischen in die Verbandsliga abgestiegenen Grefrather EC kehrte er nach Nauheim zurück und absolvierte in den folgenden Jahren noch einige wenige Spiele in der Hessenliga, bevor er seine Karriere im Jahr 2013 endgültig beendete.

## Erfolge und Auszeichnungen
- 1984 Oberliga-Meister und Aufstieg in die 2. Bundesliga mit dem EC Bad Nauheim
- 1996 Aufstieg in die 1. Liga mit dem Grefrather EV

## Karrierestatistik
(Legende zur Spielerstatistik: Sp oder GP = absolvierte Spiele; T oder G = erzielte Tore; V oder A = erzielte Assists; Pkt oder Pts = erzielte Scorerpunkte; SM oder PIM = erhaltene Strafminuten; +/− = Plus/Minus-Bilanz; PP = erzielte Überzahltore; SH = erzielte Unterzahltore; GW = erzielte Siegtore; 1 Play-downs/Relegation; Kursiv: Statistik nicht vollständig); 2nur Saison 1998/99